# Covent Garden Market
Covent Garden Market är ett stort varuhus i distriktet Covent Garden, London, Storbritannien. Varuhuset ligger vid Covent Garden Piazza.

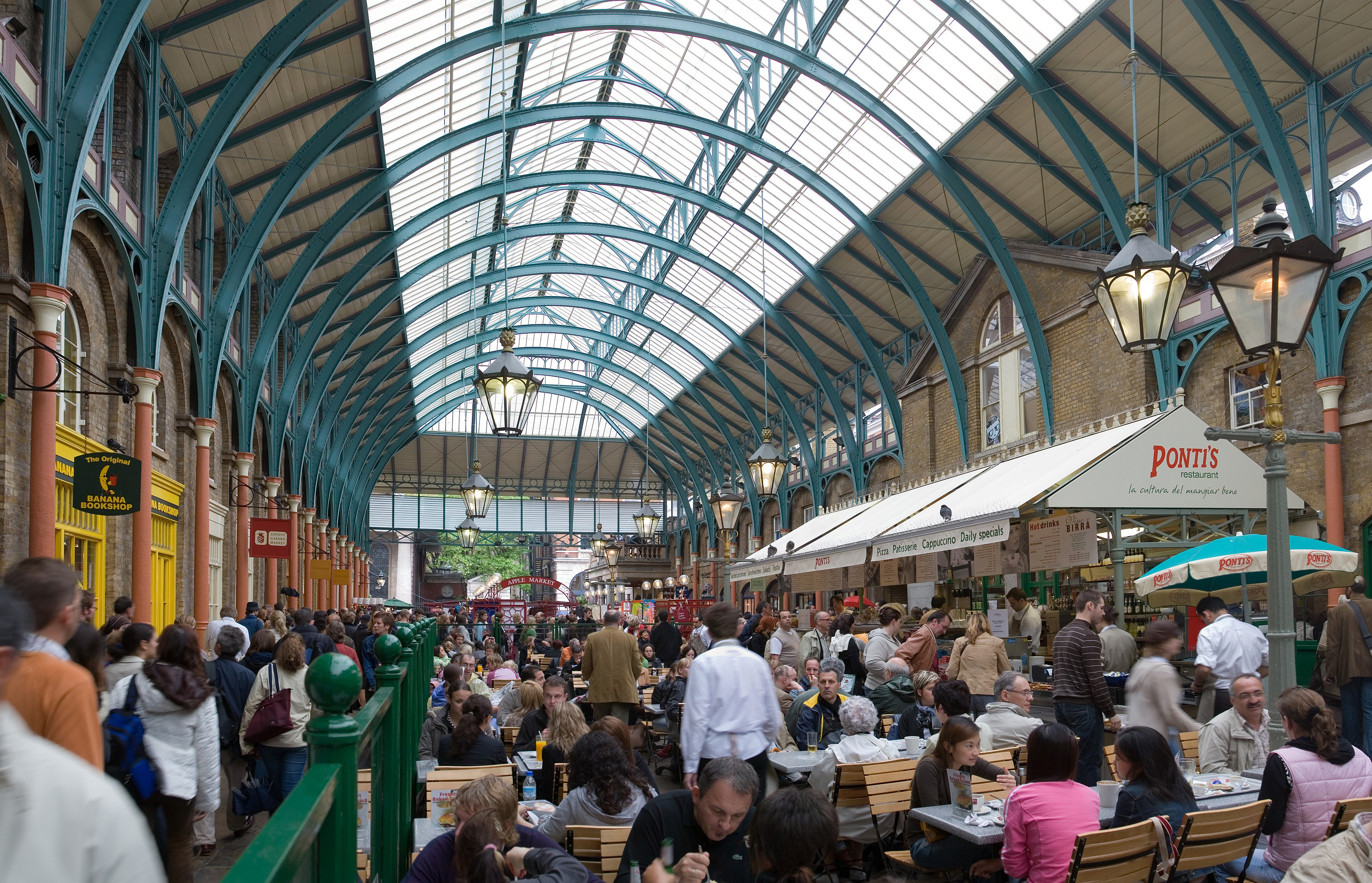
Inne i Covent Garden Market

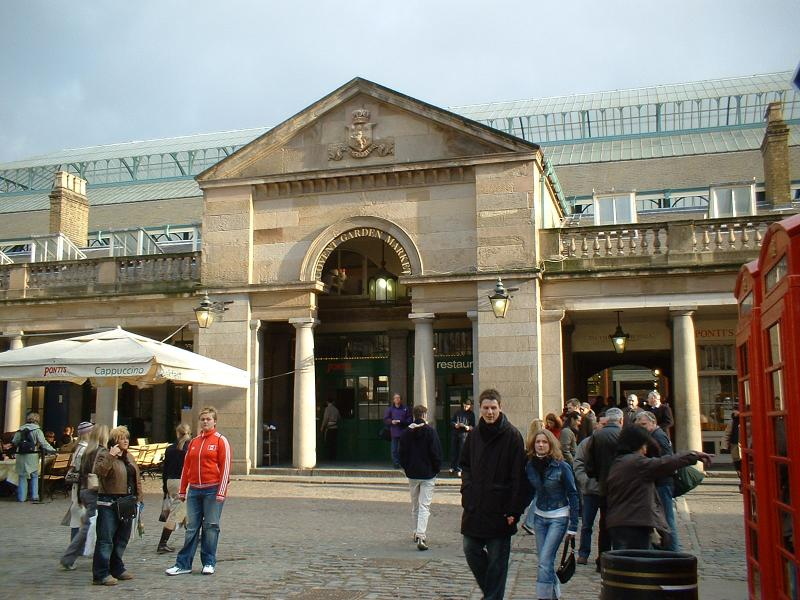
Ingången till Covent Garden Market.

## Historia
Convent Garden hette området från början och var köksträdgård till klostret, Westminster Abbeys munkar. 1540 blev det en dispyt mellan katolska kyrkan och Henrik VIII. Ägorna beslagtogs av kungen och stora delar lämnades över till John Russell - 1:a Earl of Bedford. Återstoden av Convent Garden fick Edward Seymour (the Duke of Somerset) 1547. På grund av Seymours högförräderi 1552 återtog kungahuset området, och Bedfordfamiljen fick även dessa ägor.
Arkitekten Inigo Jones fick 1630 uppdraget att bygga nya hus på området. Han hade rest mycket och inspirerats framförallt av italienska torg och byggnader. Covent Gardens Piazza blev det första torget som byggdes i England och omgavs av patricierhus. Gatorna runt området King Street, Charles Street och Henrietta Street har sina ursprungliga namn efter Charles I och hans drottning. Bedford Street, Russell Street, Southampton Street och Tavistock Street, är namn tillhörande Russells släkt. I mitten av 1600-talet öppnade 5:e Earl of Bedford The Piazza för handel med frukt och grönsaker. Den stora branden i London 1666 gjorde att konkurrerande partihallar förstördes och 1670 stadfästes partihandeln av Charles II och blev landets mest betydande. Varor från alla håll av världen transporterades uppför Themsen och bytte ägare på Covent Garden. 
Området är känt som underhållningskvateren i London. 1662 såg Samuel Pepys dockteater uppvisad av italienaren Pietro Gimonde Signor Bologna på marknadsplatsen. Detta inspirerade honom till Punch & Judy. Under 1700- o 1800-talet kom det bohemiska livet hit, konstnärer och författare träffades på pubar och kaféer. 1733 byggdes första Covent Garden teatern, numera Operahusets plats. 
Närheten till det då ökända Soho, gjorde att brottsligheten ökade. 1749 bildades Bow Street Runners, Londons första konstaplar och stadens första riktiga poliskår tillkom här 1829, på Bow Street 25-27. 
1828-1830 revs de gamla stallarna och bodarna och arkitekten Charles Fowler ritade en ny byggnad, där över 1000 anställda kom att arbeta. 1860 byggdes ett hus för blomstermarknaden på sydöstra sidan, numera London Transport museum. 1872 fick marknaden det tak som fortfarande finns kvar. 1904 tillkom en partihall för importerade blommor Jubilee Market Hall.
1918 lämnade familjen Bedford över till Covent Garden Estate Company. Covent Garden Market Authority tog över 1962 och nu började det att diskuteras om flytt av frukt-grönt-hallarna och två år senare beslutade Act of Parliament, att partihandeln New Covent Garden Market skulle förläggas ut till Nine Elms, för att undvika trafikstockningar. Först 1974 lämnade de sista partihandlarna Covent Garden och planen var nu att området skulle rivas. Allmänheten protesterade och 1975 började renoveringen av huvudbyggnaden. 1980 öppnades Covent Garden Market, som varuhus, med specialbutiker, restauranger och torghandlare. Gatunderhållare i området, måste godkännas av ägarna till Covent Garden innan de får uppträda.
Idag ägs Covent Garden Market, The Piazza och omkringliggande byggnader, samt London Transport Museum, Teatermuseet och Jubilee Market Hall av Covent Garden Market Limited Partnership bestående av investmentbolagen Scottish Widows och Henderson Global).